# Christian Eberhard Weißmann

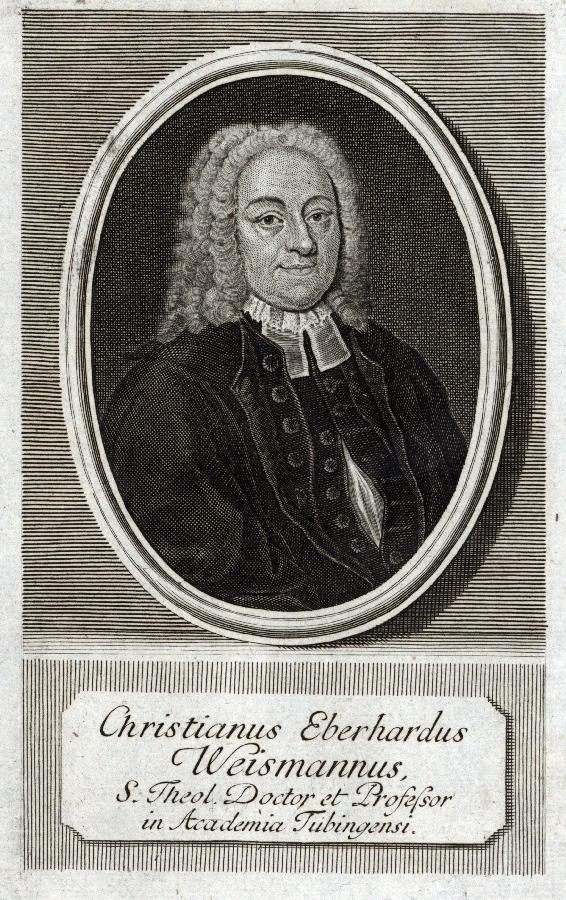
Christian Eberhard Weißmann

Christian Eberhard Weißmann, häufig auch Weismann (* 2. September 1677 im Kloster Hirsau; † 22. Mai 1747 in Bad Waldsee) war ein deutscher evangelischer Theologe und Hochschullehrer.

## Leben
Weißmann war der Sohn von Ehrenreich Weismann, der aufgrund seines Glaubens nach Württemberg geflüchtet war. Er erteilte seinem Sohn bis zum 12. Lebensjahr den ersten Unterricht. Seine Immatrikulation an der Universität Tübingen erfolgte am 23. Oktober 1689. Er wurde noch im selben Jahr Stipendiat am Tübinger Stift. Den Bakkalaureusgrad erhielt er am 5. August 1691. Am 22. März 1693 wurde er zum Magister graduiert. Ab 1699 war er Repetent am Stift.
Weißmann wurde 1701 Diakon in Calw und 1705 zum Hofkaplan in Stuttgart ernannt. Im Jahr 1707 gab er die Stellung als Hofkaplan für eine Professur der Kirchengeschichte und Philosophie am Stuttgarter Gymnasium illustre auf und bekam zusätzlich die Stelle als Mittwochsprediger an der Stuttgarter Stiftskirche.
Weißmann wurde 1721 als außerordentlicher Professor der Theologie an die Universität Tübingen berufen. 1722 wurde er zum Dr. theol. promoviert. Zugleich wurde er dort Stadtpfarrer und Spezialsuperintendent. Er offenbarte sich dabei als Anhänger des Pietismus. 1725 erlangte er die dritte ordentliche Professur, 1728 die zweite ordentliche Professur der Theologie. In dieser Zeit hatte er dreimal das Rektorat der Universität inne, so war er in den Jahren 1727, 1731 und 1737 Rektor. Als Gegner der Aufklärung wurde er an der Universität zum Gegner des Philosophen Israel Gottlieb Canz.
Der Bruder von Christian Eberhard Weißmann, Immanuel Weismann (1683–1745) war Stadtphysicus in Leonberg und Bad Urach sowie Mitglied der Gelehrtenakademie „Leopoldina“.

## Werke (Auswahl)
- Introductio In Memorabilia Ecclesiastica Historiae Sacrae Novi Testamenti. 2 Bände. Mezler, Stuttgart 1718–1719. (Digitalisat Band 1), (Band 2)
- Die ersten Grund-Lehren von der nöthigen Tüchtigkeit eines evangelischen Christen zu Verantwortung seiner Religion und seines Gottesdienstes, auch heilsamer Verwahrung gegen dem Papstthum als Papstthum. Cotta, Tübingen 1729. (Digitalisat)
- Institutiones theologiae exegetico-dogmaticae. Berger, Tübingen 1739. (Digitalisat)
- Sensus verus et falsus consilii de ecclesiolis in ecclesiis erigendis. Schramm, Tübingen 1744. (Digitalisat)